# El quartet d'Alexandria
El quartet d'Alexandria (títol original en anglès: The Alexandria Quartet) és una tetralogia de novel·les de l'escriptor britànic Lawrence Durrell, publicada entre 1957 i 1960. Un èxit de crítica i comercial, els tres primers llibres presenten tres perspectives sobre un únic conjunt d'esdeveniments i personatges que transcorren a Alexandria (Egipte), abans i durant la Segona Guerra Mundial. El quart llibre està ambientat sis anys després.
Les quatre novel·les són:
- Justine (1957)
- Balthazar (1958)
- Mountolive (1958)
- Clea (1960).

Tal com explica Durrell al seu prefaci a Balthazar, les quatre novel·les són una exploració de la relativitat i les nocions de continu i relació subjecte-objecte, amb l'amor modern com a tema. Els tres primers llibres del Quartet ofereixen la mateixa seqüència d'esdeveniments des de diversos punts de vista, permetent perspectives individuals d'un únic conjunt d'esdeveniments. El quart llibre mostra el canvi al llarg del temps.
En una entrevista de la Paris Review de 1959, Durrell va descriure les idees darrere del Quartet en termes de convergència de la metafísica oriental i occidental, basant-se en el capgirament d'Einstein de l'antiga visió de l'univers material, i Freud fent el mateix pel concepte de personalitats estables, donant lloc a un nou concepte de realitat.
El 1998, la Modern Library va classificar "El quartet d'Alexandria" en el lloc 70 de la seva llista de les 100 millors novel·les en llengua anglesa del segle xx.

## Traducció al català
- El quartet d'Alexandria, Ed.Proa, Barcelona, 2021. Traducció de Lluís-Anton Baulenas. ISBN 978-84-7588-899-6.